# Serie A1 1991-1992 (rugby a 15)
La serie A1 1991-92 fu il 62º campionato nazionale italiano di rugby a 15 di prima divisione.
Si tenne dal 20 ottobre 1991 al 6 giugno 1992 tra 12 squadre con la formula «stagione regolare a girone unico più play-off» e per la quarta volta in cinque stagioni furono Treviso e Rovigo a contendersi il titolo finale.
Vinse l'incontro e si aggiudicò il suo quinto scudetto Treviso per 27-18, con 19 punti del fresco campione del mondo australiano Michael Lynagh, cui Rovigo oppose di nuovo il sudafricano Naas Botha, autore di 14 punti; gli altri realizzatori, con una meta ciascuno, furono Coppo e Dolfato per i trevigiani e Brunello per i rodigini.
Ai fini statistici si segnala che Treviso vinse il titolo dopo essersi classificata al quinto posto (il penultimo utile per i playoff) e avere sconfitto nei turni a eliminazione le prime due classificate a pari merito al primo posto nella stagione regolare (Amatori Milano e Rovigo) e la quarta classificata (Petrarca); nell'ancora breve storia del torneo a playoff nessuna squadra classificatasi sotto al secondo posto nella stagione regolare aveva mai vinto lo scudetto e, più in generale, nessuna al di sotto al terzo posto era mai giunta in finale.
Un'altra squadra trevigiana, il Tarvisium, fondata solo 22 anni prima e che aveva iniziato l'attività seniores nel 1984, fece il suo ingresso in A1, anche se retrocesse subito a fine stagione; insieme ai veneti ridiscese in A2 anche il Livorno.

## Squadre partecipanti e sponsor
- Amatori Milano (Mediolanum)
- L’Aquila (Scavolini)
- Benetton
- Amatori Catania
- Livorno (Ecomar)
- Lyons (Bilboa)

- Parma (Delicius)
- Petrarca
- Rugby Roma (Sparta Informatica)
- Rovigo (Lloyd Italico)
- San Donà (Iranian Loom)
- Tarvisium (Pasta Jolly)

## Formula

Campese ed Ella dell'Amatori Milano campione uscente, nella gara contro Rovigo del 22 novembre 1991

Ai playoff accedettero 8 squadre, le prime sei classificate di A1 e le prime due di A2, le quali, nel ranking dei quarti di finale, vennero immediatamente dopo le sei prime classificate; alla squadra con la posizione più alta in classifica fu assegnata quella con il ranking più basso, quindi le prime due di A1 avrebbero avuto in accoppiamento ai quarti rispettivamente la seconda e la prima di A2; a seguire, la terza di A1 contro la sesta, e la quarta contro la quinta.
Gli accoppiamenti dei quarti e delle semifinali furono al meglio delle tre gare, con la prima (e la eventuale terza) in casa della squadra meglio classificata durante la stagione regolare.
La finale fu invece disputata in gara unica, con eventuali tempi supplementari in caso di parità.
La vincitrice della finale era campione d'Italia; le ultime due squadre classificate durante la stagione regolare retrocedevano in serie A2, mentre la terzultima doveva spareggiare contro la terza classificata di A2.

## Stagione regolare

### Risultati
|       | 1ª/12ª giornata            |       |
| ----- | -------------------------- | ----- |
| 47-12 | Amatori Milano - L'Aquila  | 16-22 |
| 36-9  | Rugby Roma - Tarvisium     | 22-9  |
| 40-10 | Benetton Treviso - Livorno | 42-21 |
| 35-22 | Rovigo - Amatori Catania   | 30-23 |
| 12-22 | San Donà - Petrarca        | 7-6   |
| 27-21 | Parma - Lyons              | 4-17  |
|       |                            |       |

|       | 4ª/15ª giornata             |       |
| ----- | --------------------------- | ----- |
| 20-19 | Amatori Catania - San Donà  | 12-69 |
| 30-28 | Lyons - Petrarca            | 6-41  |
| 17-26 | Livorno - Amatori Milano    | 12-40 |
| 31-18 | Rovigo - Rugby Roma         | 24-19 |
| 18-28 | Tarvisium - Parma           | 19-18 |
| 15-3  | L'Aquila - Benetton Treviso | 18-17 |
|       |                             |       |

|       | 7ª/18ª giornata                   |       |
| ----- | --------------------------------- | ----- |
| 21-22 | Benetton Treviso - Amatori Milano | 18-22 |
| 48-27 | Lyons - Amatori Catania           | 20-25 |
| 13-6  | Parma - Rugby Roma                | 18-31 |
| 22-21 | San Donà - Rovigo                 | 26-21 |
| 26-9  | Petrarca - Tarvisium              | 15-9  |
| 34-13 | L'Aquila - Livorno                | 30-13 |
|       |                                   |       |

|       | 10ª/21ª giornata            |       |
| ----- | --------------------------- | ----- |
| 18-17 | Amatori Catania - Tarvisium | 9-19  |
| 40-13 | Benetton Treviso - Parma    | 38-30 |
| 40-6  | San Donà - Livorno          | 37-11 |
| 28-15 | Rovigo - L'Aquila           | 19-18 |
| 31-18 | Amatori Milano - Lyons      | 40-24 |
| 20-9  | Rugby Roma - Petrarca       | 12-27 |

|       | 2ª/13ª giornata              |       |
| ----- | ---------------------------- | ----- |
| 9-9   | Amatori Catania - Rugby Roma | 23-31 |
| 11-17 | Lyons - San Donà             | 22-33 |
| 13-25 | Livorno - Rovigo             | 18-49 |
| 20-44 | Tarvisium - Amatori Milano   | 9-66  |
| 24-13 | Petrarca - Benetton Treviso  | 12-22 |
| 26-18 | L'Aquila - Parma             | 15-10 |
|       |                              |       |

|      | 5ª/16ª giornata                    |       |
| ---- | ---------------------------------- | ----- |
| 46-9 | Amatori Milano - Rovigo            | 16-27 |
| 61-3 | Benetton Treviso - Amatori Catania | 20-21 |
| 19-3 | Petrarca - L'Aquila                | 13-15 |
| 16-6 | San Donà - Rugby Roma              | 12-21 |
| 41-6 | Parma - Livorno                    | 24-19 |
| 12-3 | Lyons - Tarvisium                  | 9-21  |
|      |                                    |       |

|       | 8ª/19ª giornata               |       |
| ----- | ----------------------------- | ----- |
| 4-32  | Amatori Catania - Petrarca    | 22-48 |
| 11-15 | Livorno - Lyons               | 17-22 |
| 37-12 | Rovigo - Parma                | 20-13 |
| 18-11 | Amatori Milano - San Donà     | 9-11  |
| 19-20 | Rugby Roma - Benetton Treviso | 18-59 |
| 22-6  | Tarvisium - L'Aquila          | 15-48 |
|       |                               |       |

|       | 11ª/22ª giornata             |       |
| ----- | ---------------------------- | ----- |
| 0-12  | Lyons - Rovigo               | 6-22  |
| 0-9   | Parma - San Donà             | 21-42 |
| 12-12 | Livorno - Amatori Catania    | 24-33 |
| 12-52 | Tarvisium - Benetton Treviso | 10-44 |
| 15-9  | Petrarca - Amatori Milano    | 15-31 |
| 34-9  | L'Aquila - Rugby Roma        | 19-10 |

|       | 3ª/14ª giornata                  |       |
| ----- | -------------------------------- | ----- |
| 61-15 | Benetton Treviso - Lyons         | 40-9  |
| 15-30 | Parma - Petrarca                 | 3-46  |
| 33-6  | San Donà - L'Aquila              | 15-18 |
| 62-16 | Rovigo - Tarvisium               | 36-16 |
| 37-4  | Amatori Milano - Amatori Catania | 45-23 |
| 31-10 | Rugby Roma - Livorno             | 36-8  |
|       |                                  |       |

|       | 6ª/17ª giornata             |       |
| ----- | --------------------------- | ----- |
| 12-9  | Amatori Catania - Parma     | 3-15  |
| 20-15 | Livorno - Petrarca          | 7-23  |
| 24-36 | Rovigo - Benetton Treviso   | 24-15 |
| 22-30 | Rugby Roma - Amatori Milano | 12-39 |
| 3-20  | Tarvisium - San Donà        | 8-40  |
| 9-13  | L'Aquila - Lyons            | 15-15 |
|       |                             |       |

|       | 9ª/20ª giornata             |       |
| ----- | --------------------------- | ----- |
| 18-12 | Lyons - Rugby Roma          | 24-30 |
| 28-20 | Parma - Amatori Milano      | 9-38  |
| 19-15 | San Donà - Benetton Treviso | 9-31  |
| 19-8  | Tarvisium - Livorno         | 9-35  |
| 28-12 | Petrarca - Rovigo           | 15-32 |
| 22-27 | L'Aquila - Amatori Catania  | 18-15 |

### Classifica
|               |     | Squadra         | G  | V  | N | P  | PF  | PS  | Pt |
| ------------- | --- | --------------- | -- | -- | - | -- | --- | --- | -- |
|               | 1.  | Amatori Milano  | 22 | 17 | 0 | 5  | 692 | 359 | 34 |
|               | 2.  | Rovigo          | 22 | 17 | 0 | 5  | 600 | 413 | 34 |
|               | 3.  | San Donà        | 22 | 16 | 0 | 6  | 519 | 308 | 32 |
|               | 4.  | Petrarca        | 22 | 14 | 0 | 8  | 507 | 313 | 28 |
|               | 5.  | Benetton        | 22 | 14 | 0 | 8  | 708 | 370 | 28 |
|               | 6.  | L’Aquila        | 22 | 13 | 1 | 8  | 418 | 390 | 27 |
|               | 7.  | Rugby Roma      | 22 | 9  | 1 | 12 | 435 | 461 | 19 |
|               | 8.  | Lyons           | 22 | 8  | 1 | 13 | 375 | 526 | 17 |
|               | 9.  | Amatori Catania | 22 | 7  | 2 | 13 | 367 | 638 | 16 |
|               | 10. | Parma           | 22 | 7  | 0 | 15 | 369 | 518 | 14 |
| Retrocessione | 11. | Tarvisium       | 22 | 5  | 0 | 17 | 292 | 654 | 10 |
| Retrocessione | 12. | Livorno         | 22 | 2  | 1 | 19 | 310 | 643 | 5  |

## Play-off
|  | Quarti di finale | Quarti di finale | Quarti di finale | Quarti di finale | Quarti di finale |  |  | Semifinali     | Semifinali     | Semifinali     | Semifinali | Semifinali |  |  | Finale   | Finale   | Finale |  |
|  |                  |                  |                  |                  |                  |  |  |                |                |                |            |            |  |  |          |          |        |  |
|  | A1/1             | Amatori Milano   | Amatori Milano   | 56               | 45               |  |  |                |                |                |            |            |  |  |          |          |        |  |
|  | A2/2             | Calvisano        | Calvisano        | 10               | 18               |  |  | Amatori Milano | Amatori Milano | Amatori Milano | 15         | 9          |  |  |          |          |        |  |
|  | A1/4             | Petrarca         | Petrarca         | 3                | 9                |  |  | Benetton       | Benetton       | Benetton       | 18         | 27         |  |  |          |          |        |  |
|  | A1/5             | Benetton         | Benetton         | 55               | 30               |  |  |                |                |                |            |            |  |  | Benetton | Benetton | 27     |  |
|  | A1/2             | Rovigo           | Rovigo           | 31               | 20               |  |  |                |                | Rovigo         | Rovigo     | 18         |  |  |          |          |        |  |
|  | A2/1             | Casale           | Casale           | 16               | 13               |  |  | Rovigo         | Rovigo         | 39             | 17         | 33         |  |  |          |          |        |  |
|  | A1/3             | San Donà         | 18               | 15               | 19               |  |  | San Donà       | San Donà       | 13             | 19         | 21         |  |  |          |          |        |  |
|  | A1/6             | L’Aquila         | 12               | 21               | 11               |  |  |                |                |                |            |            |  |  |          |          |        |  |

### Finale
| Arbitro: | Condorelli (Catania) |

|                                         |      |                    |
| Coppo 40’ Dolfato 41’ Lynagh 45’, 80+4’ | mt   | 67’ Brunello       |
| Lynagh 41’                              | tr   | 67’ Botha          |
| Lynagh 9’, 29’, 65’                     | c.p. | 7’, 38’, 63’ Botha |
|                                         | drop | 33’ Botha          |

## Verdetti
- Benetton: campione d'Italia
- Tarvisium, Livorno : retrocesse in serie A2 1992-93